# Гуркі-Дуже (Лодзинське воєводство)
Гуркі-Дуже (пол. Górki Duże) — село в Польщі, у гміні Тушин Лодзький-Східного повіту Лодзинського воєводства.
Населення — 204 особи (2011).

## Демографія
Демографічна структура станом на 31 березня 2011 року:
|          | Загалом | Допрацездатний вік | Працездатний вік | Постпрацездатний вік |
| -------- | ------- | ------------------ | ---------------- | -------------------- |
| Чоловіки | 98      | 23                 | 66               | 9                    |
| Жінки    | 106     | 17                 | 64               | 25                   |
| Разом    | 204     | 40                 | 130              | 34                   |